# Pierre-Ferdinand Vitte
Pierre-Ferdinand Vitte SM (ur. 4 listopada 1824 w Cormoz we Francji, zm. 9 grudnia 1883) – francuski duchowny rzymskokatolicki, marysta, misjonarz, wikariusz apostolski Nowej Kaledonii.

## Życiorys
W 1846 złożył śluby zakonne. W 1847 otrzymał święcenia prezbiteriatu i został kapłanem Towarzystwa Maryi.
4 kwietnia 1873 papież Pius IX mianował go wikariuszem apostolskim Nowej Kaledonii oraz biskupem in partibus infidelium Anastasiopolisu. 4 maja 1873 w bazylice Notre-Dame de Verdelais przyjął sakrę biskupią z rąk arcybiskupa Bordeaux kard. François Auguste’a Ferdinanda Donneta. Współkonsekratorami byli arcybiskup Auch Pierre-Henri Gérault de Langalerie oraz biskup Agen Hector-Albert Chaulet d’Outremont.
Zmarł 9 grudnia 1883.